# میکل آستارلوسا
میکل آستارلوسا (اسپانیایی: Mikel Astarloza‎؛ زادهٔ ۱۷ نوامبر ۱۹۷۹) دوچرخه‌سوار اهل اسپانیا است. وی در مسابقات تور دو فرانس شرکت کرده است.